# Григорево (Вологодская область)
Григорево — деревня в Череповецком районе Вологодской области.
Входит в состав Мяксинского сельского поселения, с точки зрения административно-территориального деления — в Мяксинский сельсовет.
Расстояние по автодороге до районного центра Череповца — 30 км, до центра муниципального образования Мяксы — 2 км. Ближайшие населённые пункты — Мякса, Вощажниково, Яшнево.
По переписи 2002 года население — 22 человека (11 мужчин, 11 женщин). Всё население — русские.